# Arbeitslosigkeitsversicherung
Die Arbeitslosigkeitsversicherung (auch Private Arbeitslosenversicherung) ist im Gegensatz zur Arbeitslosenversicherung eine private Versicherung, die das Risiko der Arbeitslosigkeit abdeckt.
Sie wird oftmals im Zusammenhang mit einer Restschuldversicherung angeboten.
Die Versicherungen versuchen, ihre Risiken begrenzt zu halten. Hierzu dienen:
- Die Versicherung leistet die vereinbarten Zahlungen lediglich für eine kurze Zeit. Die maximale Leistungszeit beträgt laut Stiftung Warentest 2 Jahre.[1]
- Es besteht eine Wartezeit zwischen Abschluss der Versicherung und dem Beginn des Versicherungsschutzes. Wer innerhalb dieser Wartezeit arbeitslos wird, erhält keine Leistungen.
- Selbstverschuldete Arbeitslosigkeit (bei eigener Kündigung oder verhaltensbedingter Kündigung) ist meist nicht versichert.
- Bestimmte Risikogruppen (z. B. ungelernte Arbeiter) erhalten bei manchen Anbietern keinen Versicherungsschutz.

Aufgrund dieser Einschränkungen ist die Arbeitslosigkeitsversicherung in Deutschland relativ gering verbreitet. Stand 2025 gibt es nur einen Anbieter am Markt.
Die Definition des Begriffs „arbeitslos“ hat der BGH in seinem Urteil vom 11. Mai 2005 (Az.: IV ZR 25/04) kundenfreundlich gefasst.